# Boisset-et-Gaujac
Boisset-et-Gaujac – miejscowość i gmina we Francji, w regionie Oksytania, w departamencie Gard.
Według danych na rok 1990 gminę zamieszkiwało 1548 osób, a gęstość zaludnienia wynosiła 109 osób/km² (wśród 1545 gmin Langwedocji-Roussillon Boisset-et-Gaujac plasuje się na 243. miejscu pod względem liczby ludności, natomiast pod względem powierzchni na miejscu 564.).